# География Новой Шотландии

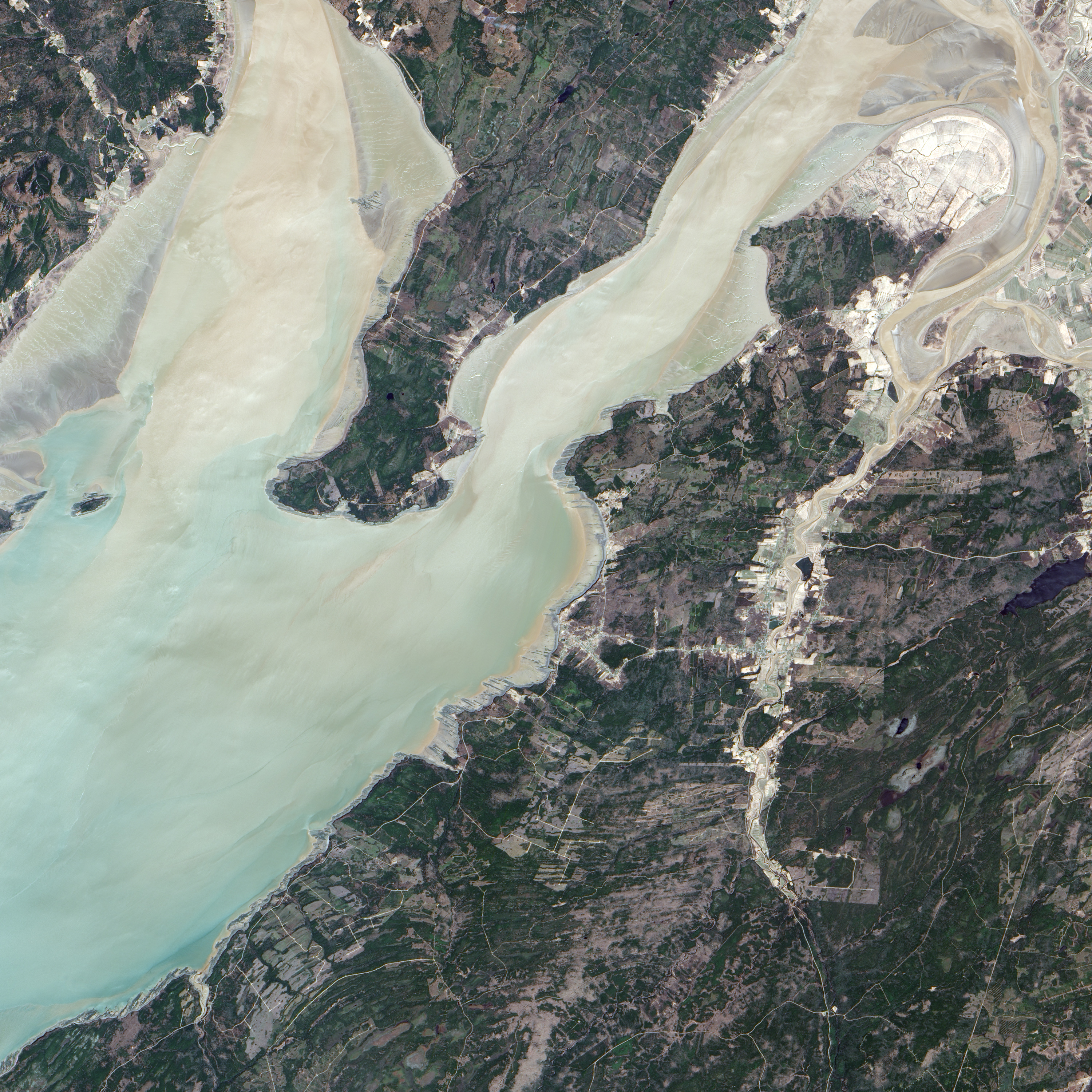
Вид на скалы Джоггинс из космоса

Новая Шотландия — провинция, расположенная в Восточной Канаде на берегах Атлантического океана. Несмотря на относительно небольшой размер по сравнению с другими канадскими провинциями, эта приморская провинция имеет богатую природу.

## Физическая география

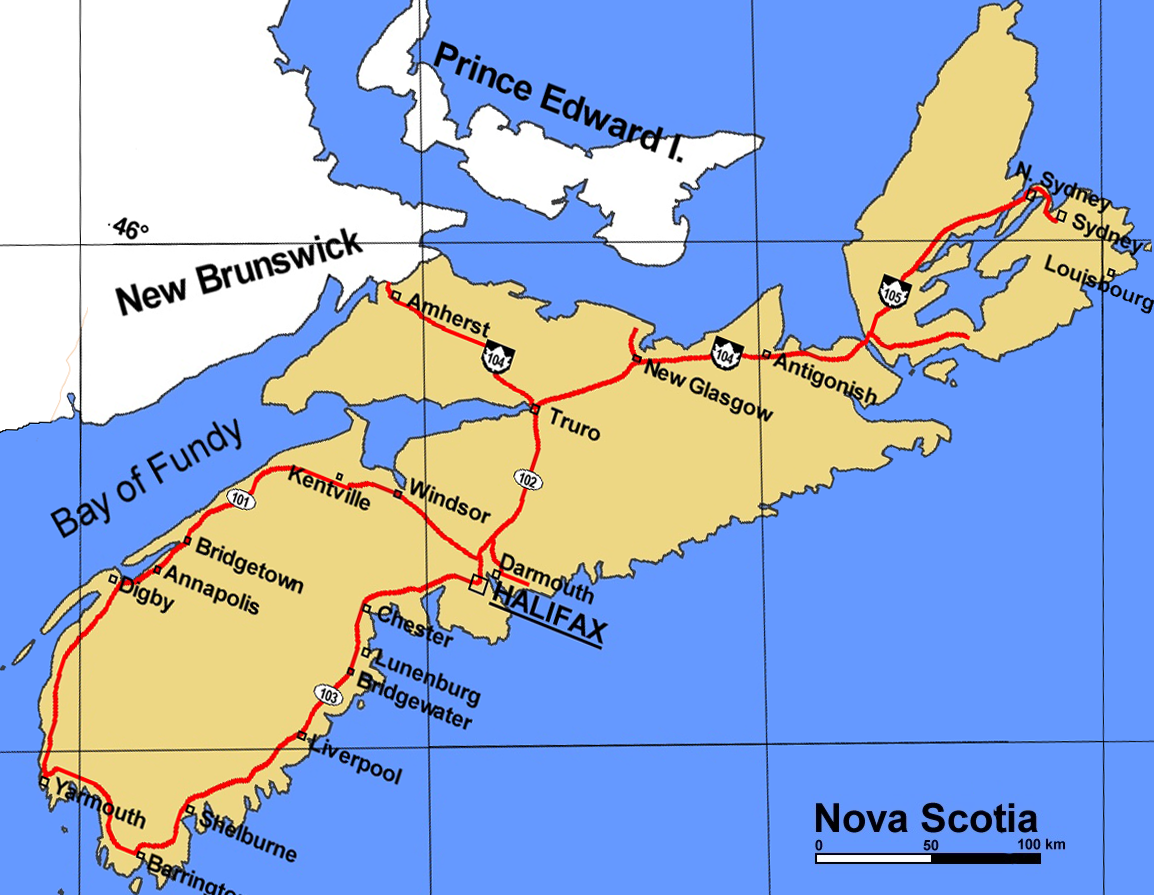
Карта Новой Шотландии

Основная часть полуострова Новая Шотландия соединяется с Северной Америкой перешейком Шиньекто. Различные прибрежные острова, в том числе крупнейший из них, остров Кейп-Бретон, составляют восточную часть провинции.
Геологическая история провинции насчитывает 1,2 миллиарда лет. Дрейф материков переместил туда юг материковой части провинции из Африки, а северную часть с островом Кейп-Бретон — из Скандинавии и Шотландии.
Новая Шотландия богата прибрежными формами рельефа. Значительная часть земли в Новой Шотландии представляет собой коренную подстилающую породу. В результате эрозии и передвижения рыхлых пород были образованы такие формы рельефа, как берега и болота. Эти отложения также продолжают размываться или затопляться поднимающимся уровнем моря.